# El coratge de Dawn Anna
El coratge de Dawn Anna  (títol original: Dawn Anna) és un telefilm estatunidenc dirigit per Arliss Howard i difós el 10 de gener de 2005 a Lifetime. Ha estat doblada al català.
Aquest telefilm és basat en una història real i ret homenatge a les víctimes de la massacre de Columbine (12 estudiants, un professor i 24 altres estudiants més o menys greument ferits)

## Argument
Aquest telefilm segueix la vida d'una mare, Dawn Anna, que educa sola els seus 4 fills. Un temps després d'haver trobat una plaça de docent de matemàtiques, descobreix que està afectada a d'una terrible malaltia del cervell que l'impedeix parlar i desplaçar-se. Pateix llavors una operació. Segura i determinada i ajudada pels seus fills i el seu company, retroba a poc a poc la paraula i la capacitat de desplaçar-se.
El dimarts 20 d'abril de 1999, com tots els altres matins, Dawn acompanya la seva filla Lauren, anomenada Lulu, a l'escola. Lauren mor en la massacre de Columbine. Després d'aquest terrible patiment, Dawn milita contra les armes de foc.

## Repartiment
- Debra Winger: Dawn Anna Townsend
- Alex Van: Dink
- Sam Howard: Josh Townsend
- Stephen Warner: Matt Townsend
- Krista Rae: Kristin Townsend
- Tatiana Maslany: Lauren « Lulu » Dawn Townsend (12 anys)
- Robert Theberge: Shane
- Quinn Singer: Lauren « Lulu » Dawn Townsend
- Patricia Harras: Mary
- Greg Lawson: Dr. Emerson
- Gillian Carfra: Crisis Worker
- Yuri Yeremin: ell mateix
- Lee Cameron: professor de ciències
- Scott Arnold: Dr. Albert Bender
- Tom Casey: el jove metge
- Larry Austin: l'antic metge

## Premis
- 2005: Emmy: Nominada a millor actriu en minisèrie o telefilm (Debra Winger)